# Storm & Stress
Gli Storm & Stress sono stati un gruppo musicale statunitense di rock sperimentale, attivi a Chicago dal 1997 al 2000.

## Formazione
- Ian Williams – chitarra
- Erich Ehm – basso
- Kevin Shea – batteria

## Discografia
- 1997 - Storm & Stress
- 2000 - Under Thunder and Fluorescent Lights